# Jon Bunch
Jon Bunch (ur. 25 października 1970, zm. 1 lutego 2016) – amerykański piosenkarz, muzyk i kompozytor, frontmen zespołów Sense Field oraz Further Seems Forever.

## Życiorys
Karierę muzyczną zaczynał w 1986 roku jako członek zespołu Reason To Belive. W latach 1990–2004 związany był z zespołem Sense Field wykonującym muzykę emo. Grupa miała w dorobku pięć albumów, a ich singiel Save Yourself znalazł się na ścieżce dźwiękowej do serialu sci-fi "Roswell: W kręgu tajemnic". Zespół koncertował również u boku między innymi Jimmy Eat World oraz New Found Glory. W latach 2004–2016 – Bunch związany był z zespołem Further Seems Away.